# Список эпизодов телесериала «Мегрэ» (Франция)
Ниже представлен список эпизодов сериала «Мегрэ» (фр. «Maigret (série télévisée)»), снятого на основе детективных повестей и романов Жоржа Сименона о следователе комиссаре Мегрэ.

## Список серий

### Сезон 1
| № общий | № в сезоне | Название                                                     | Режиссёр            | Автор сценария                          | Дата премьеры  |
| --- | ---------- | ------------------------------------------------------------ | ------------------- | --------------------------------------- | -------------- |
| 1 | 1          | «Мегрэ и Долговязая» «Maigret et la Grande perche»           | Клод Горетта        | Клод Горетта                            | 1 декабря 1991 |
| К Мегрэ обращается Эрнестина по прозвищу Долговязая — жена много раз судимого вора Фредди (сама она тоже проходила как арестованная по одному из дел Мегрэ). Она заявляет, что два дня назад Фредди забрался в чужой дом, и увидел там убитую женщину. Сам Фредди исчез. Проводя расследование, Мегрэ выясняет, что речь скорее всего идет об исчезновении жены малоизвестного стоматолога (который утверждает, что жена уехала) и что речь скорее всего идёт о её убийстве. Однако пока нет тела, что-либо доказать невозможно… Основа — одноимённый роман Жоржа Сименона (1951). |            |                                                              |                     |                                         |                |
| 2 | 2          | «Мегрэ у фламандцев» «Maigret chez les Flamands»             | Серж Леруа          | Серж Леруа                              | 5 января 1992  |
| Мегрэ по просьбе кузины отправляется в приграничный город Живе. Там местную фламандскую семью обвиняют в убийстве молодой женщины, родившей ребенка от парня из семьи фламандцев. Она требовала денег на воспитание ребенка. Она исчезла, но тело вскоре находят в реке. Перед смертью ей раскроили голову молотком. Впрочем, убить женщину мог и местный, ранее судимый моряк. Мегрэ как частное лицо проводит расследование. Основа — роман Жоржа Сименона «У фламандцев» (1932).                                                                                                |            |                                                              |                     |                                         |                |
| 3 | 3          | «Мегрэ и дом судьи» «Maigret et la maison du juge»           | Бертран ван Эфентер | Сантьяго Амигорена, Бертран ван Эфентер | 15 марта 1992  |
| В доме проживающего за городом судьи находят труп неизвестного мужчины с проломленной головой. Судья категорически отрицает свою вину. Но кто в таком случае убил неизвестного? И кто этот неизвестный? Причастна ли к убийству неуравновешенная дочь судьи, или его странный сын? Или, может, убийство совершил любовник дочери судьи, парень, имевший отношения почти со всеми девушками в пригороде? Основа — роман Жоржа Сименона «Дом судьи» (1942). |            |                                                              |                     |                                         |                |
| 4 | 4          | «Мегрэ и соблазны ночи» «Maigret et les plaisirs de la nuit» | Жозе Пиньейру       | Жак Корталь, Жозе Пиньейру              | 7 июня 1992    |
| Стриптизёрша и проститутка Лили сообщила в полицию о том, что она услышала, что некий Оскар собирается убить какую-то графиню. Потом она отказывается от заявления. В ту же ночь Лили убивают прямо в стрип-клубе. Расследование этого убийства поручено комиссару Мегрэ... Основа — роман Жоржа Сименона «Мегрэ в „Пикреттс“» (1964). |            |                                                              |                     |                                         |                |

### Сезон 2
| № общий | № в сезоне | Название                                                               | Режиссёр                        | Автор сценария                   | Дата премьеры    |
| --- | ---------- | ---------------------------------------------------------------------- | ------------------------------- | -------------------------------- | ---------------- |
| 5 | 1          | «Мегрэ и обезглавленное тело» «Maigret et le corps sans tête»          | Серж Леруа                      | Серж Леруа                       | 11 сентября 1992 |
| В озере находят отрубленные мужские ноги. Судя по всему, речь идёт об убийстве хозяина местного кафе. Причастна ли к убийству жена этого человека? Основа — одноимённый роман Жоржа Сименона (1955). |            |                                                                        |                                 |                                  |                  |
| 6 | 2          | «Мегрэ и ночь на перекрёстке» «Maigret et la nuit du carrefour»        | Ален Тасма, Бертран ван Эфентер | Жильдас Бурде, Ален Тасма        | 27 ноября 1992   |
| Однажды ночью художник Карл Фон Риттер обнаруживает в своем гараже соседский автомобиль вместо своего. В машине лежит труп с простреленной головой. Риттер становится первым подозреваемым. Дело усугубляется тем, что Риттер в годы войны был воевал на стороне Германии, а убитый оказался евреем… Основа — роман Жоржа Сименона «Ночь на перекрёстке» (1931). |            |                                                                        |                                 |                                  |                  |
| 7 | 3          | «Мегрэ в подвалах отеля „Мажестик“» «Maigret et les caves du Majestic» | Клод Горетта                    | Клод Горетта, Сантьяго Амигорена | 22 января 1993   |
| В подвале отеля «Мажестик» найдено тело молодой задушенной женщины. Она оказывается женой американского бизнесмена. Мегрэ поручено расследование этого убийства. Основа — роман Жоржа Сименона «В подвалах отеля „Мажестик“» (1942). |            |                                                                        |                                 |                                  |                  |
| 8 | 4          | «Мегрэ защищается» «Maigret se défend»                                 | Неизвестно                      | Неизвестно                       | 7 мая 1993       |
| Молодая девушка обвиняет комиссара в сексуальных домогательствах. Мегрэ решает навести справки, чтобы понять, кто хочет его подставить. Основа — одноимённый роман Жоржа Сименона (1964). |            |                                                                        |                                 |                                  |                  |

### Сезон 3
| № общий | № в сезоне | Название                                                              | Режиссёр   | Автор сценария | Дата премьеры   |
| --- | ---------- | --------------------------------------------------------------------- | ---------- | -------------- | --------------- |
| 9 | 1          | «Мегрэ и строптивые свидетели» «Maigret et les témoins récalcitrants» | Неизвестно | Неизвестно     | 5 ноября 1993   |
| В своем доме застрелен Леонард Ляшом — сын владельцев кондитерской фабрики. Всё указывает на ограбление, но Мегрэ удивлен тем, что никто из жителей дома не услышал выстрелов. Основа — одноимённый роман Жоржа Сименона (1958)                                                                                                 |            |                                                                       |            |                |                 |
| 10 | 2          | «Мегрэ и человек на скамейке» «Maigret et l'homme du banc»            | Неизвестно | Неизвестно     | 17 декабря 1993 |
| Ножом в сердце убит Луи Туре, работник фирмы. Выясняется интересная деталь — фирма, где он работал, обанкротилась, но он ходил на работу и приносил деньги. Основа — одноимённый роман Жоржа Сименона (1952) |            |                                                                       |            |                |                 |
| 11 | 3          | «Терпение Мегрэ» «La patience de Maigret»                             | Неизвестно | Неизвестно     | 15 апреля 1994  |
| При ограблении ювелирного магазина был застрелен полицейский. Мегрэ расследует это преступление, но вскоре от дела его отстраняют. Причина в том, что произошло ещё одно убийство — застрелен бывший грабитель Мануэль Пальмари, которого Мегрэ считал главным подозреваемым. Основа — одноимённый роман Жоржа Сименона (1965). |            |                                                                       |            |                |                 |

### Сезон 4
| № общий | № в сезоне | Название                                                     | Режиссёр            | Автор сценария                                                 | Дата премьеры   |
| --- | ---------- | ------------------------------------------------------------ | ------------------- | -------------------------------------------------------------- | --------------- |
| 12 | 1          | «Мегрэ и призрак» «Maigret et le fantôme»                    | Неизвестно          | Неизвестно                                                     | 13 мая 1994     |
| Коллега Мегрэ, комиссар Лоньон выехал в Хельсинки по непонятным причинам. Там в него кто-то выстрелил несколько раз из пистолета. Он остался жив, но впал в кому. Мегрэ выезжает в Финляндию, чтобы расследовать это преступление. Основа — одноимённый роман Жоржа Сименона (1963). |            |                                                              |                     |                                                                |                 |
| 13 | 2          | «Мегрэ и шлюз № 1» «Maigret et l'écluse nº 1»                | Неизвестно          | Неизвестно                                                     | 21 октября 1994 |
| Эмиль Дюкро, богатый предприниматель, специализирующийся на речных перевозках, стал жертвой ночного нападения. Его ударили ножом и сбросили в воду, но его спас старый пьянчужка. Дюкро утверждает, что не узнал нападавшего и просит Мегрэ найти его. В надежде на то, что расследование будет прекращено, сын Дюкро признается в нападении на отца, но Мегрэ не очень-то ему верит… Основа — роман Жоржа Сименона «Шлюз № 1» (1933). |            |                                                              |                     |                                                                |                 |
| 14 | 3          | «Сесиль умерла» «Cécile est morte»                           | Дени де Ла Пательер | Александр де Ла Пательер, Дени де Ла Пательер, Кристиан Уоттон | 28 октября 1994 |
| Девушка регулярно приходит в комиссариат к Мегрэ, рассказывая необычную историю о постоянных ночных посетителях её квартиры: — так часто, что комиссар начинает её избегать. До тех пор, пока девушку не находят задушенной в одном из подсобных помещений комиссариата. Основа — одноимённый роман Жоржа Сименона (1940). |            |                                                              |                     |                                                                |                 |
| 15 | 4          | «Мегрэ ошибается» «Maigret se trompe»                        | Неизвестно          | Неизвестно                                                     | 11 ноября 1994  |
| В фешенебельной квартире без следов взлома обнаружено тело молодой женщины с пулей в голове. Чьих это рук дело — её служанки с криминальным прошлым, ревнивого молодого любовника, знаменитого старого врача, на чьи деньги она жила, или, быть может, его жены? Основа — одноимённый роман Жоржа Сименона (1953). |            |                                                              |                     |                                                                |                 |
| 16 | 5          | «Мегрэ и старая дама» «Maigret et la vieille dame»           | TBD                 | TBD                                                            | декабрь 1994    |
| Для расследования убийства служанки мадам Бессон — Розы — комиссар Мегрэ едет в курортный городок в Нормандии. Там он понимает, что отношения между членами семьи Бессон сложны и запутаны. Основа — одноимённый роман Жоржа Сименона (1949). |            |                                                              |                     |                                                                |                 |
| 17 | 6          | «Мегрэ и торги при свечах» «Maigret et la vente à la bougie» | Пьер Гранье-Дефер   | Пьер Гранье-Дефер, Доминик Руле                                | 16 января 1995  |
| Приехав в Вандею повидать хозяина гостиницы, бывшего преступника, способного рассказать о своих былых сообщниках, Мегрэ намеревался провести там только несколько дней — но наутро один из постояльцев гостиницы оказывается мёртв. Основа — рассказ Жоржа Сименона «Торги при свечах» (1939). |            |                                                              |                     |                                                                |                 |

### Сезон 5
| № общий | № в сезоне | Название                                                     | Режиссёр            | Автор сценария                                | Дата премьеры   |
| --- | ---------- | ------------------------------------------------------------ | ------------------- | --------------------------------------------- | --------------- |
| 18 | 1          | «Мегрэ в отпуске» «Les vacances de Maigret»                  | Неизвестно          | Неизвестно                                    | 8 сентября 1995 |
| В курортном городке произошла трагедия — из машины, несущейся на огромной скорости, вывалилась молодая женщина. Все уверены, что это несчастный случай. Но комиссар Мегрэ сомневается и начинает расследование… Основа — роман Жоржа Сименона «Отпуск Мегрэ» (1947). |            |                                                              |                     |                                               |                 |
| 19 | 2          | «Мегрэ и дело Сен-Фиакр» «Maigret et l'affaire Saint-Fiacre» | Дени де Ла Пательер | Александр де Ла Пательер, Дени де Ла Пательер | 20 октября 1995 |
| В деревушку своего детства, окружившую замок графов де Сен-Фиакр, Мегрэ попадает не по ностальгическим причинам, а по анонимному письму, предрекающему преступление на утренней мессе. И в самом деле — в разгар богослужения престарелая графиня падает замертво. Всё указывает на то, что к делу причастен её сын и наследник, ведущий разнузданную жизнь в столице, — но Мегрэ не любит слишком очевидных ответов, они обычно неверны. Основа — роман Жоржа Сименона «Дело Сен-Фиакр» (1932). |            |                                                              |                     |                                               |                 |
| 20 | 3          | «Мегрэ и порт туманов» «Maigret et le port des brumes»       | Неизвестно          | Неизвестно                                    | 2 февраля 1996  |
| Ив Жори найден бродящим по парижским улицам, немым и ничего не помнящим. После обследования выясняется, что в него стреляли. Мегрэ решает опубликовать фотографию бродяги и благодаря этому находит его служанку Жюли. Выясняется, что капитан порта Ив Жори исчез еще месяц назад. Инспектор сопровождает Ива и Жюли до их дома, но обнаруживает на следующий день Ива мертвым… Основа — одноимённый роман Жоржа Сименона (1932).                                                               |            |                                                              |                     |                                               |                 |
| 21 | 4          | «Мегрэ и цена головы» «Maigret et la tête d'un homme»        | Юрай Герц           | Кристиан Рюлье                                | 23 февраля 1996 |
| Эртен, приговорённый к смерти за убийство, совершает побег из тюрьмы. Но виновен ли он? Чтобы спасти невиновного, Мегрэ предстоит выдержать поединок с Радеком, человеком незаурядного ума и воли. Основа — роман Жоржа Сименона «Цена головы» (1931). |            |                                                              |                     |                                               |                 |

### Сезон 6
| № общий | № в сезоне | Название                                         | Режиссёр                     | Автор сценария | Дата премьеры    |
| --- | ---------- | ------------------------------------------------ | ---------------------------- | -------------- | ---------------- |
| 22 | 1          | «Мегрэ в Финляндии» «Maigret en Finlande»        | Неизвестно                   | Неизвестно     | 27 сентября 1996 |
| Француз обвиняется в убийстве в Финляндии и отказывается сотрудничать со следствием. Комиссар Мегрэ вынужден ехать в Финляндию, чтобы распутать это дело. Основа — роман Жоржа Сименона «Преступление в Голландии» (1931).                                              |            |                                                  |                              |                |                  |
| 23 | 2          | «Мегрэ расставляет сети» «Maigret tend un piège» | Юрай Герц                    | Бернар Мари    | 11 октября 1996  |
| На этот раз Мегрэ охотится за маньяком, убивающим женщин. Основа — одноимённый роман Жоржа Сименона (1955). |            |                                                  |                              |                |                  |
| 24 | 3          | «Мегрэ боится» «Maigret a peur»                  | Клод Горетта, Кристиан Карше | Клод Горетта   | 1 ноября 1996    |
| Возвращаясь с полицейской конференции, Мегрэ заезжает в небольшой городок Фонтенэ к своему другу Шабо, местному судебному следователю. Прибыв на место, Мегрэ оказывается втянут в расследование целой серии убийств… Основа — одноимённый роман Жоржа Сименона (1953). |            |                                                  |                              |                |                  |

### Сезон 7
| № общий | № в сезоне | Название                                                                    | Режиссёр          | Автор сценария                  | Дата премьеры   |
| --- | ---------- | --------------------------------------------------------------------------- | ----------------- | ------------------------------- | --------------- |
| 25 | 1          | «Мегрэ и мальчик из хора» «Maigret et l'enfant de chœur»                    | Пьер Гранье-Дефер | Пьер Гранье-Дефер, Доминик Руле | 3 октября 1997  |
| Мальчик сообщает в полицию о трупе, лежащем на мостовой, однако полиция не находит ни тела, ни других свидетелей. Мальчику верит только комиссар Мегрэ. Основа — рассказ Жоржа Сименона «Показания мальчика из хора» (1947). |            |                                                                             |                   |                                 |                 |
| 26 | 2          | «Мегрэ в баре „Либерти“» «Maigret et le Liberty Bar»                        | Мишель Фавар      | Бернар Мари                     | 17 октября 1997 |
| Комиссар Мегрэ расследует убийство человека, который работал на французскую разведку. Убийцу Мегрэ разыщет в маленьком неприметном баре «Либерти». Основа — роман Жоржа Сименона «Бар „Либерти“» (1932). |            |                                                                             |                   |                                 |                 |
| 27 | 3          | «Мегрэ и невероятный господин Оуэн» «Maigret et l'improbable Monsieur Owen» | Пьер Коральник    | Виржини Брак                    | 12 декабря 1997 |
| Мегрэ проводит несколько свободных дней в роскошном отеле, которым управляет его давний друг, господин Луи. В отеле также проживает некто Оуэн, страдающий параличом нижних конечностей. Однажды утром он исчезает, а в его ванне обнаружен труп. Отдыхающий Мегрэ вынужден вести расследование. Основа — рассказ Жоржа Сименона «Невероятный господин Оуэн» (1938).                                                            |            |                                                                             |                   |                                 |                 |
| 28 | 4          | «Мегрэ и инспектор Кадавр» «Maigret et l'inspecteur Cadavre»                | Неизвестно        | Неизвестно                      | 9 января 1998   |
| Мегрэ по просьбе своего коллеги отправляется в маленький городок Сент-Обен, чтобы разобраться с делом о смерти Альбера Ретайо. По дороге в поезде Мегрэ встречается со своим бывшим сослуживцем, ныне владельцем частного сыскного бюро Жюльеном Кавром. На месте Мегрэ выясняет, что они приехали в городок по одному делу. Вот только цели у них совершенно разные…. Основа — роман Жоржа Сименона «Инспектор Кадавр» (1943). |            |                                                                             |                   |                                 |                 |

### Сезон 8
| № общий | № в сезоне | Название                                               | Режиссёр       | Автор сценария                  | Дата премьеры  |
| --- | ---------- | ------------------------------------------------------ | -------------- | ------------------------------- | -------------- |
| 29 | 1          | «Мадам Катр и её дети» «Madame Quatre et ses enfants»  | Филипп Беренже | Пьер Гранье-Дефер, Доминик Руле | 15 января 1999 |
| Молодая женщина сообщает, что видела труп женщины в подвале. Подозревается её муж. Но он исчез, как и тело из подвала. Основа — одноимённый рассказ Жоржа Сименона (1950). В литературном первоисточнике комиссар Мегрэ не присутствует. |            |                                                        |                |                                 |                |
| 30 | 2          | «Убийство на огороде» «Meurtre dans un jardin potager» | Эдвин Байи     | Пьер Гранье-Дефер, Доминик Руле | 5 февраля 1999 |
| В небольшом провинциальном городке постоянно конфликтовали между собой две сестры Сируэ, проживавшие в одном доме. Однажды в их саду, в сарае, был найден труп бродяги, убитого серпом… Для проведения расследования приглашают комиссара Мегрэ… Основа — рассказ Жоржа Сименона «Траур Фонсины» (1950). В литературном первоисточнике комиссар Мегрэ не присутствует. |            |                                                        |                |                                 |                |

### Сезон 9
| № общий | № в сезоне | Название                                                       | Режиссёр           | Автор сценария                  | Дата премьеры  |
| --- | ---------- | -------------------------------------------------------------- | ------------------ | ------------------------------- | -------------- |
| 31 | 1          | «Убийство в первом классе» «Un meurtre de première classe»     | Кристиан де Шалонж | Пьер Гранье-Дефер, Доминик Руле | 26 ноября 1999 |
| В переполненном купе убит богатый экс-банкир. Племянник Мегрэ Поль в очередной раз влип в историю, расхлёбывать которую снова комиссару. Основа — рассказ Жоржа Сименона «Жёмон, стоянка поезда — 51 минута!» (1936).                        |            |                                                                |                    |                                 |                |
| 32 | 2          | «Мегрэ и человек, живший двойной жизнью» «Maigret voit double» | Франсуа Лучани     | Пьер Гранье-Дефер, Доминик Руле | 3 марта 2000   |
| Человек был убит в своем доме. Убийца выстрелил из окна отеля напротив. Жертва — скромный бухгалтер, примерный семьянин, не имеющий врагов. Но кто тогда его убил и за что? Основа — рассказ Жоржа Сименона «Бедняков не убивают» (1947).    |            |                                                                |                    |                                 |                |
| 33 | 3          | «Мегрэ у богачей» «Maigret chez les riches»                    | Дени Гранье-Дефер  | Пьер Гранье-Дефер, Доминик Руле | 26 мая 2000    |
| Мэтр Парендон, богатый адвокат, получает анонимное письмо о кровавой трагедии, которая якобы должна произойти в его семье. Чтобы помешать убийце, Мегрэ изучает семейство адвоката. Основа — роман Жоржа Сименона «Мегрэ колеблется» (1968). |            |                                                                |                    |                                 |                |

### Сезон 10
| № общий | № в сезоне | Название                                                                 | Режиссёр          | Автор сценария                     | Дата премьеры   |
| --- | ---------- | ------------------------------------------------------------------------ | ----------------- | ---------------------------------- | --------------- |
| 34 | 1          | «Мегрэ и охотница за бриллиантами» «Maigret et la croqueuse de diamants» | Неизвестно        | Неизвестно                         | 16 февраля 2001 |
| Мегрэ и его племянник, имея на руках международный ордер на арест, пытаются в Бельгии найти молодую женщину, Марию, обвиняемую в краже алмазов. Но находят только её труп на берегу канала. Основа — роман Жоржа Сименона «Коновод с баржи „Провидение“» (1930).                 |            |                                                                          |                   |                                    |                 |
| 35 | 2          | «Мой друг Мегрэ» «Mon ami Maigret»                                       | Неизвестно        | Неизвестно                         | 25 мая 2001     |
| Комиссар Мегрэ и инспектор из Скотланд-Ярда расследуют убийство бывшего рецидивиста Марселена. Особый интерес у Мегрэ вызвал тот факт, что Марселен хвастался перед своими приятелями дружбой со столичным комиссаром полиции… Основа — одноимённый роман Жоржа Сименона (1949). |            |                                                                          |                   |                                    |                 |
| 36 | 3          | «Мегрэ и открытое окно» «Maigret et la fenêtre ouverte»                  | Пьер Гранье-Дефер | Пьер Гранье-Дефер, Мишель Грисолья | 22 июня 2001    |
| Племянник Мегрэ несёт повестку коррумпированному финансисту. Но раздается выстрел, финансист мертв, у него на виске след от выстрела, а на полу — дымящееся ружьё. Самоубийство ли это? Основа — рассказ Жоржа Сименона «Открытое окно» (1936).                                  |            |                                                                          |                   |                                    |                 |

### Сезон 11
| № общий | № в сезоне | Название                                                            | Режиссёр           | Автор сценария | Дата премьеры  |
| --- | ---------- | ------------------------------------------------------------------- | ------------------ | -------------- | -------------- |
| 37 | 1          | «Мегрэ и виноторговец» «Maigret et le Marchand de vin»              | Кристиан де Шалонж | Неизвестно     | 16 января 2002 |
| Виноторговец Оскар Шабю был застрелен перед домом свиданий, где встречался со своей очередной любовницей. Мегрэ, взявшись за расследование, узнаёт, что Шабю не был хорошим человеком и застрелен за дело. А что делать с убийцей? Основа — одноимённый роман Жоржа Сименона (1969). |            |                                                                     |                    |                |                |
| 38 | 2          | «Мегрэ у министра» «Maigret chez le ministr»                        | Кристиан де Шалонж | Неизвестно     | 1 февраля 2002 |
| К министру общественных работ Пуану приходит некий человек, который отдаёт ему отчёт Калама — важный документ, компрометирующий многих политиков. Но очень скоро отчёт исчезает из квартиры министра, и он тайно обращается за помощью к комиссару Мегрэ. Мегрэ берётся за расследование, понимая, что должен столкнуться с могущественным противником. Основа — одноимённый роман Жоржа Сименона (1954). |            |                                                                     |                    |                |                |
| 39 | 3          | «Мегрэ и безумная из Святой Клотильды» «Le Fou de Sainte-Clothilde» | Клаудио Тонетти    | Неизвестно     | 10 мая 2002    |
| Мегрэ неудачно падает и получает растяжения лодыжки. Он вынужден несколько дней провести в больнице Базилики Святой Клотильды в Эльзасе, где узнает, что два убийства и попытка убийства установили в городе атмосферу страха. Основа — одноимённый роман Жоржа Сименона (1932). |            |                                                                     |                    |                |                |
| 40 | 4          | «Мегрэ и дом Фелиции» «La Maison de Félicie»                        | Кристиан де Шалонж | Неизвестно     | 3 июня 2002    |
| В поселке Жанвиль убит старик Жюль Лапи. Мегрэ догадывается, что Лапи убили из-за того, что в его доме было спрятано нечто ценное. Человек, который может пролить свет на трагедию — его служанка Фелиси, но она упорно не желает говорить правду. Основа — одноимённый роман Жоржа Сименона (1942). |            |                                                                     |                    |                |                |

### Сезон 12
| № общий | № в сезоне | Название                                                   | Режиссёр     | Автор сценария | Дата премьеры   |
| --- | ---------- | ---------------------------------------------------------- | ------------ | -------------- | --------------- |
| 41 | 1          | «Мегрэ учится» «Maigret à l'école»                         | Ив де Шалонж | Неизвестно     | 11 ноября 2002  |
| В деревне Сен-Оноре выстрелом из карабина убита старуха Леони Берар. Желание убить эту каргу было у каждого жителя деревни, ведь она собирала сплетни, читала чужие письма и развлекалась тем, что ссорила всех со всеми. Но в убийстве обвинили школьного учителя Гастена, который как раз невиновен. В поисках правосудия сын Гастена обратился к комиссару Мегрэ. Основа — одноимённый роман Жоржа Сименона (1953). |            |                                                            |              |                |                 |
| 42 | 2          | «Мегрэ и принцесса» «Maigret et la princesse»              | Неизвестно   | Неизвестно     | 21 февраля 2003 |
| Граф де Сент-Илер платонически любит Изабель, дочь герцога С. и жену принца В. После смерти принца граф мог бы жениться на принцессе. Но через три дня после похорон принца его находят убитым. |            |                                                            |              |                |                 |
| 43 | 3          | «Поражение Мегрэ» «Un échec de Maigret»                    | Неизвестно   | Неизвестно     | 31 марта 2003   |
| Крупный бизнесмен утверждает, что некто посылает ему анонимные письма и угрожает убийством. Мегрэ неохотно соглашается помочь. Однако, хотя дом бизнесмена находился под наблюдением, бизнесмена находят убитым на следующее утро. Мегрэ разъярён, что не смог защитить его. |            |                                                            |              |                |                 |
| 44 | 4          | «Мегрэ и прорицательница. Подпись «Пикпюс»» «Signé Picpus» | Неизвестно   | Неизвестно     | 30 июня 2003    |
| Гадалка, ясновидящая — лучшая осведомительница для шантажиста. И вот, гадалка мадемуазель Жанна убита. А незадолго до преступления к Мегрэ попало странное послание — «Завтра в пять пополудни я убью гадалку». И подпись: «Пикпюс»… |            |                                                            |              |                |                 |

### Сезон 13
| № общий | № в сезоне | Название                                                                | Режиссёр      | Автор сценария                     | Дата премьеры    |
| --- | ---------- | ----------------------------------------------------------------------- | ------------- | ---------------------------------- | ---------------- |
| 45 | 1          | «Друг детства Мегрэ» «L'ami d'enfance de Maigret»                       | Неизвестно    | Неизвестно                         | 29 сентября 2003 |
| К Мегрэ заявляется его бывший однокашник Флорентен. Он говорит, что кем-то убита любовница Флорентена. Однокашник с детства известен как записной враль и кривляка, к тому же, дома у него обнаружены деньги, принадлежавшие любовнице. Мегрэ оказывается в двусмысленной идиотской ситуации… |            |                                                                         |               |                                    |                  |
| 46 | 2          | «Скрупулезность Мегрэ» «Les scrupules de Maigret»                       | Неизвестно    | Неизвестно                         | 13 февраля 2004  |
| Ксавье Мартон, продавец из магазина игрушек, жалуется комиссару на то, что его собственная жена пытается отравить его… |            |                                                                         |               |                                    |                  |
| 47 | 3          | «Мегрэ у доктора» «Maigret chez le docteur»                             | Неизвестно    | Неизвестно                         | 18 марта 2004    |
| Вернувшаяся с прогулки с двумя детьми доктора Барона служанка Ольга падает мёртвой. Вскрытие показывает, что она умерла от отравления. Кроме того, обнаруживается, что она была беременна. Расследующий убийство Мегрэ хочет знать, кто отец неродившегося ребенка. Но все окружающие и сам доктор Барон упорно молчат. Хотя многие признаки указывают на доктора как на убийцу, Мегрэ отказывается верить в его виновность. |            |                                                                         |               |                                    |                  |
| 48 | 4          | «Мегрэ и маленькие поросята без хвоста» «Les petits cochons sans queue» | Шарль Неме    | Неизвестно                         | 29 марта 2004    |
| Муж Жермен исчез. Молодая женщина очень хочет его найти и даже просит помощи у Мегрэ, по случаю находящегося в городе. При этом она настороженно относится к полиции, так как опасается, что её муж был замешан в спортивных боксерских махинациях. Между Мегрэ и Жермен начинается игра в «Кошки-мышки». |            |                                                                         |               |                                    |                  |
| 49 | 5          | «Мегрэ и бродяга» «Maigret et le clochard»                              | Лоран Эйнеман | Доминик Гарнье, Кристиан де Шалонж | 3 мая 2004       |
| Несчастный случай… или убийство? Ответ на этот вопрос Мегрэ может дать бродяга — возможный свидетель. Но он упорно молчит и держится от полиции подальше. Как же Мегрэ убедить бродягу рассказать ему всё? … |            |                                                                         |               |                                    |                  |
| 50 | 6          | «Мегрэ и китайская тень» «Maigret et l'ombre chinoise»                  | Неизвестно    | Неизвестно                         | 28 мая 2004      |
| Мегрэ расследует убийство Пьера Буайе, владельца процветающего бизнеса, который убит пулей в грудь в своем кабинете за день до зарплаты. Круг подозреваемых включает жену, бывшую жену и любовницу покойного. |            |                                                                         |               |                                    |                  |

### Сезон 14
| № общий | № в сезоне | Название                                                      | Режиссёр         | Автор сценария | Дата премьеры   |
| --- | ---------- | ------------------------------------------------------------- | ---------------- | -------------- | --------------- |
| 51 | 1          | «Мегрэ и компаньонка» «Maigret et la demoiselle de compagnie» | Франк Аппредерис | Стив Хоуз      | 4 ноября 2004   |
| К Мегрэ приходит Сесиль Ледрю, молодая компаньонка, только что потерявшая свою благодетельницу. Та умерла от сердечного приступа во время визита своего племянника Филиппа. Но Сесиль думает, что Жозефина была убита своим племянником, у которого финансовые трудности и который надеется на наследство. |            |                                                               |                  |                |                 |
| 52 | 2          | «Мегрэ и семь крестиков» «Maigret et les sept petites croix»  | Неизвестно       | Неизвестно     | 9 декабря 2004  |
| Убита старуха-процентщица. Подозрение падает на безработного Оливье Лекёра, бывшего зятя покойной, который взял у нее деньги в долг, чтобы купить подарок сыну на День рождения. Родной брат Оливье, инспектор полиции Андрэ Лекёр под руководством комиссара Мегрэ, ведет расследование.                  |            |                                                               |                  |                |                 |
| 53 | 3          | «Мегрэ снимает комнату» «Maigret en meublé»                   | Неизвестно       | Неизвестно     | 17 декабря 2004 |
| Один из инспекторов Мегрэ ранен возле пансионата мадемуазель Клеман, где выслеживал одного из налётчиков на кафе, юношу по фамилии Полюс. Мегрэ поселяется в этом пансионе; он должен разобраться: где скрывается юноша и кто стрелял в его инспектора.                                                    |            |                                                               |                  |                |                 |
| 54 | 4          | «Мегрэ и «Северная звезда»» «Maigret et l'étoile du nord»     | Неизвестно       | Неизвестно     | 23 декабря 2004 |
| Эту ночь Мегрэ бодрствует: в отеле «Северная звезда» было совершено убийство. Жертва убита ножом в спину. Всех подозреваемых доставляют на Набережную Орфевр. Среди них и женщина, которая пыталась скрыться после убийства. Мегрэ понимает, что она что-то скрывает.                                      |            |                                                               |                  |                |                 |